# Albert Ayler free jazz
Albums de Albert Ayler
Goin' home
(1964)
Albert Ayler free jazz est un disque d'Albert Ayler enregistré le 14 janvier 1963 pour la radio danoise et publié en 1964 par Debut Records sous le titre My Name Is Albert Ayler. Il est réédité en France 1970 par America Records sous le titre Albert Ayler free jazz.
La section rythmique, dans laquelle on trouve un Niels-Henning Ørsted Pedersen âgé de seulement 16 ans, joue dans un style bebop classique, retenant sans doute Albert Ayler dans ses explorations. Il faut attendre Summertime pour que le saxophoniste arrive à se lâcher complètement,.

## Titres
| No | Titre                        | Musique                        | Durée |
| -- | ---------------------------- | ------------------------------ | ----- |
| 1. | Introduction By Albert Ayler |                                | 1:20  |
| 2. | Bye, bye, blackbird          | Mort Dixon/Ray Henderson       | 7:30  |
| 3. | Billie's Bounce              | Charlie Parker                 | 6:05  |
| 4. | Summertime                   | George Gershwin                | 9:00  |
| 5. | On Green Dolphin Street      | Bronislau Kaper/Ned Washington | 9:20  |
| 6. | C.T.                         | Albert Ayler                   | 12:20 |

## Musiciens
- Albert Ayler : saxophone soprano sur Bye, bye, blackbird et ténor sur les autres titres
- Niels Bronsted : piano
- Niels-Henning Ørsted Pedersen : contrebasse
- Ronnie Gardiner : batterie